# Xatardia scabra
Xatardia scabra är en växtart i släktet Xatardia och familjen flockblommiga växter. Den beskrevs av Philippe-Isidore Picot de Lapeyrouse som Selinum scabrum och fick sitt nu gällande namn av Carl Daniel Friedrich Meisner 1838.
Arten är en perenn ört som förekommer i östra Pyrenéerna.